# ユーコミス属
ユーコミス属（ユーコミスぞく、学：Eucomis）は、キジカクシ科ツルボ亜科に含まれる属の一つ。種全体を指して、パイナップルリリーという英名で親しまれる。和名はホシオモト属と言う。

## 概要
アフリカのザンビア、マラウイ、モザンビーク、ボツワナ、ジンバブエ、エスワティニ、レソト、南アフリカ共和国のサバナ地域に自生している多年草で球根を持つ。他の地域への帰化は確認されていない本属の特異な点として、花の付き方は極めて特殊で、総状花序の上部には苞葉が付いており、開花期にはあたかも収穫時のパイナップルが茎に実っているような草姿になる。苞葉より上の部分はこれ以上伸びず、花を付けることもない。苞葉の下に密生する花は外花被3枚、内花被3枚の合計花弁数が計6枚の同花被花となっており、短い茎が後ろ側に伸びている。花は基本的に下側から順次開花していき、満開の姿は壮観である。雌蕊の数は一本、雄蕊の数は6本一つの花の中に存在しており、雌雄同花にあたる。花色はクリーム色や花弁の縁が桃色などに縁取られる（覆輪）が確認されている。その中でもモンタナ種（E. montana）は、花の内部が紅色に色づく為、大変美しい。葉はチューリップに似ており、葉縁はやや波立ち、葉脈が目立つ。レギア種（E. regia）の様に、ウェルウィッチアの様に葉は直立せず、地面を這う種も確認される。苞葉はどの種も共通し基本的に横幅が広く下垂せず、花茎の頂点から放射状に密生する。

## 栽培方法
球根の植え付けは3月頃が適期で、花期は6～8月頃になる。5月～花期の終わるころまでは水切れに気を付ける。この時期に過度な水分不足が続くと落蕾する恐れがある。また、球根が栄養不足の場合、花が咲かないので施肥は忘れずに行う。花期中は花がらは適宜摘み取っておく。花期が終わって温度が下がってくると休眠に入る。この時期には施肥と灌水は切って休眠させておく。この状態では土壌が凍結しない限り氷点下10度まで耐えられる脅威の耐寒性を発揮する。観葉植物としも栽培され、銅葉の種や斑入りの種も流通している。繁殖方法は葉挿し、実生、分球などがある。但しいずれの方法も開花する株間で育てるのに1年以上を要する。

## 名称について

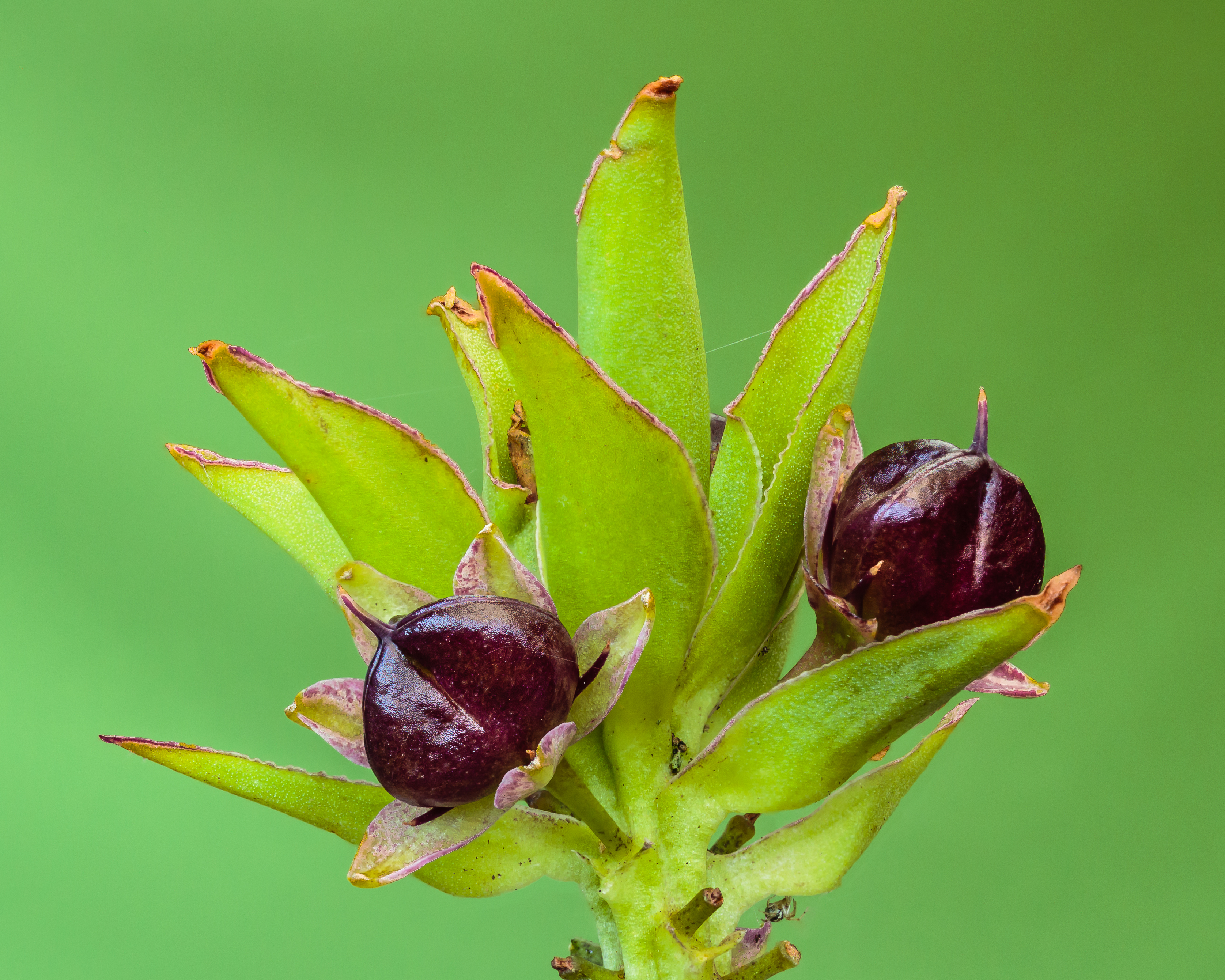
種子

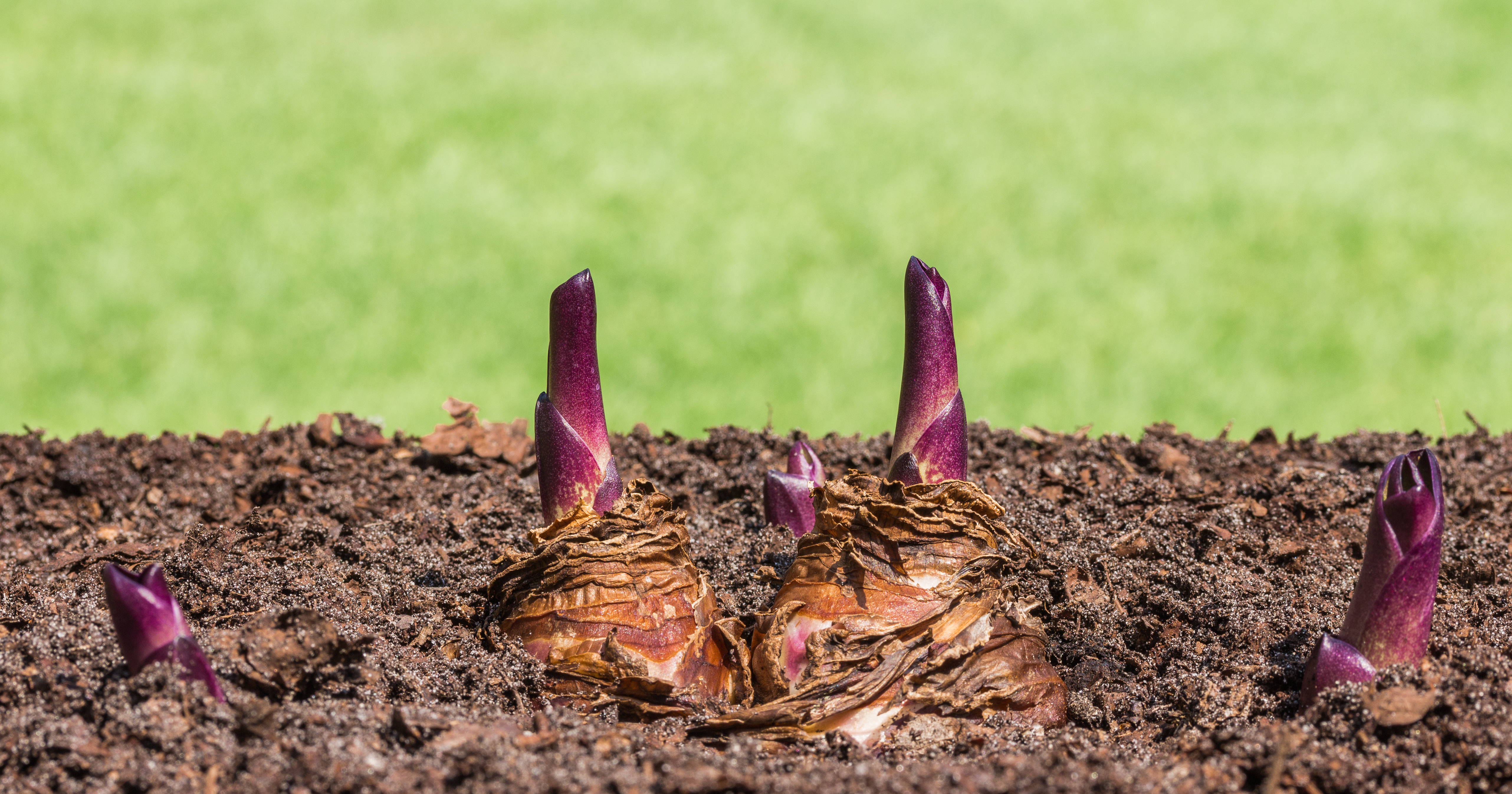
発芽した球根

属名Eucomisの由来は、eu（良い）＋ kome（簪）という意味で、本種の花序もしくは苞葉の様子にちなむとされている。

## 下位分類
ユーコミス属は13種類が認められいる。いずれもサバナ気候に属する場所を中心に自生している。

### 栽培される種
- ユーコミス・アウタムナリス

　（Eucomis autumnalis）
一般的に「ホシオモト」と呼ばれるのは本種である。原産地及び自生地はザンビア、マラウイ、モザンビーク、ボツワナ、シンバブエ、エスワティニ、レソト、南アフリカ共和国である。花色は白色で花期は初夏～初秋頃にあたる。草丈は50㎝以上になる大型種である。種小名の由来は「秋咲きの」という意味である。
- ユーコミス・ヴァンデルメルウェイ

　（Eucomis vandermerwei）
日本で流通するパイナップルリリーの中では最も小型の種で草丈20㎝程度にしかならない。南アフリカ共和国北部とボツワナ全域が原産地で、葉はロゼット状に広がり、苞葉や葉には紫斑が入る。花色は赤紫色である。
- ユーコミス・コモサ

　（Eucomis comosa）
ユーコミス属のタイプ種で、南アフリカ南部が原産地の種。本種を基にした園芸種が多数輩出されている。花茎の大きさは最大100㎝以上にも伸びるが差異が大きく、基本的には50㎝程度の花茎の長さになる。種小名の由来は、「長束毛のある」という意味。
- ユーコミス・パリディフローラ

　（Eucomis pallidiflora）
南アフリカ共和国、ボツワナに自生する。英名ではジャイアント・パイナップルリリーと呼ばれる種。花色は白色で、これは種小名に通ずる。
- ユーコミス・モンタナ

　（Eucomis montana）
レソトと南アフリカ共和国東部に生息する希少種。花の中心部が赤くなるのが特徴。

### その他の種（参照元）
- Eucomis amaryllidifolia
- Eucomis bicolor
- Eucomis grimshawii
- Eucomis humilis
- Eucomis regia
- Eucomis schijffii
- Eucomis sonnetteana
- Eucomis zambesiaca

## ギャラリー

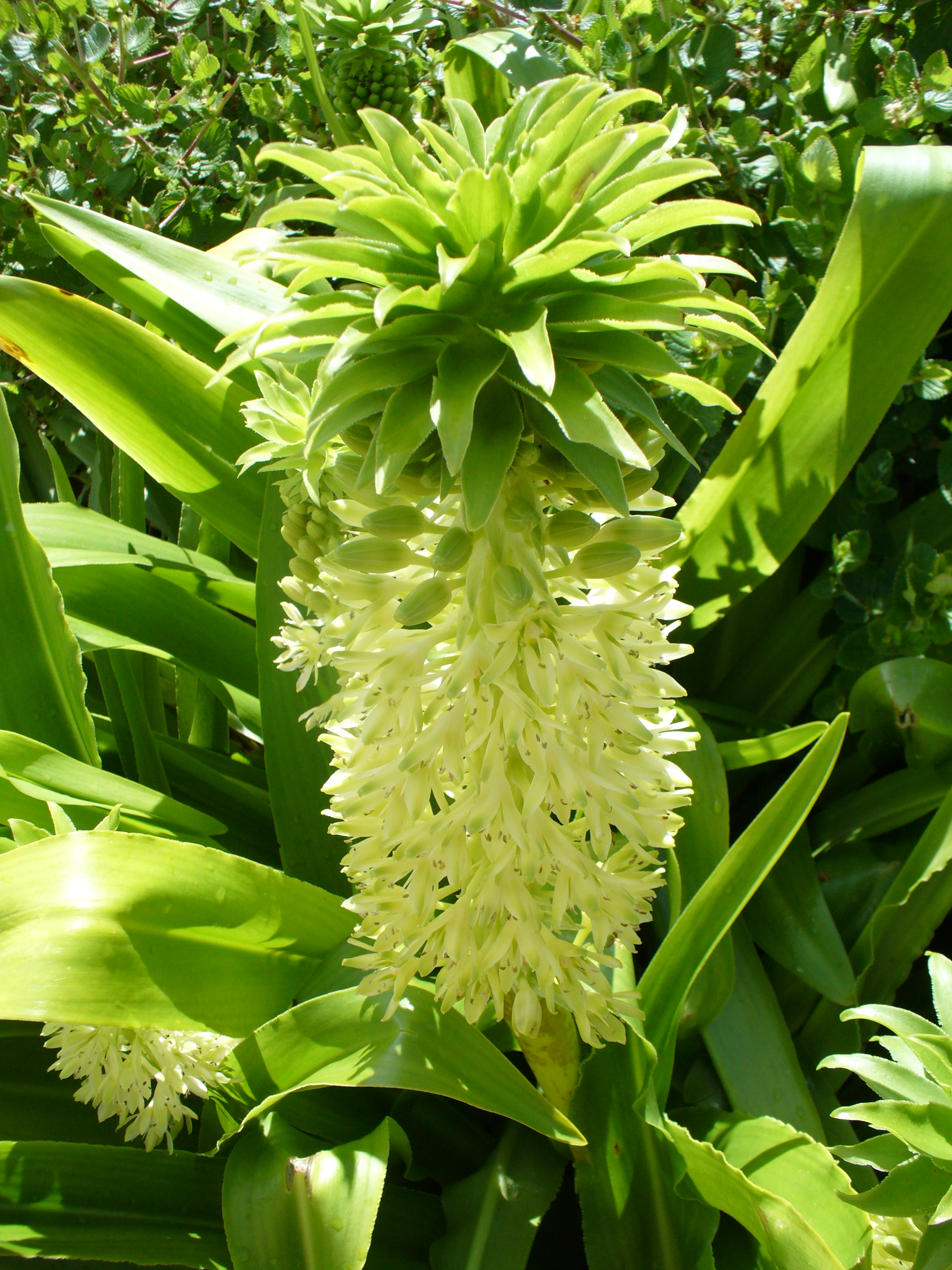
アウタムナリス種
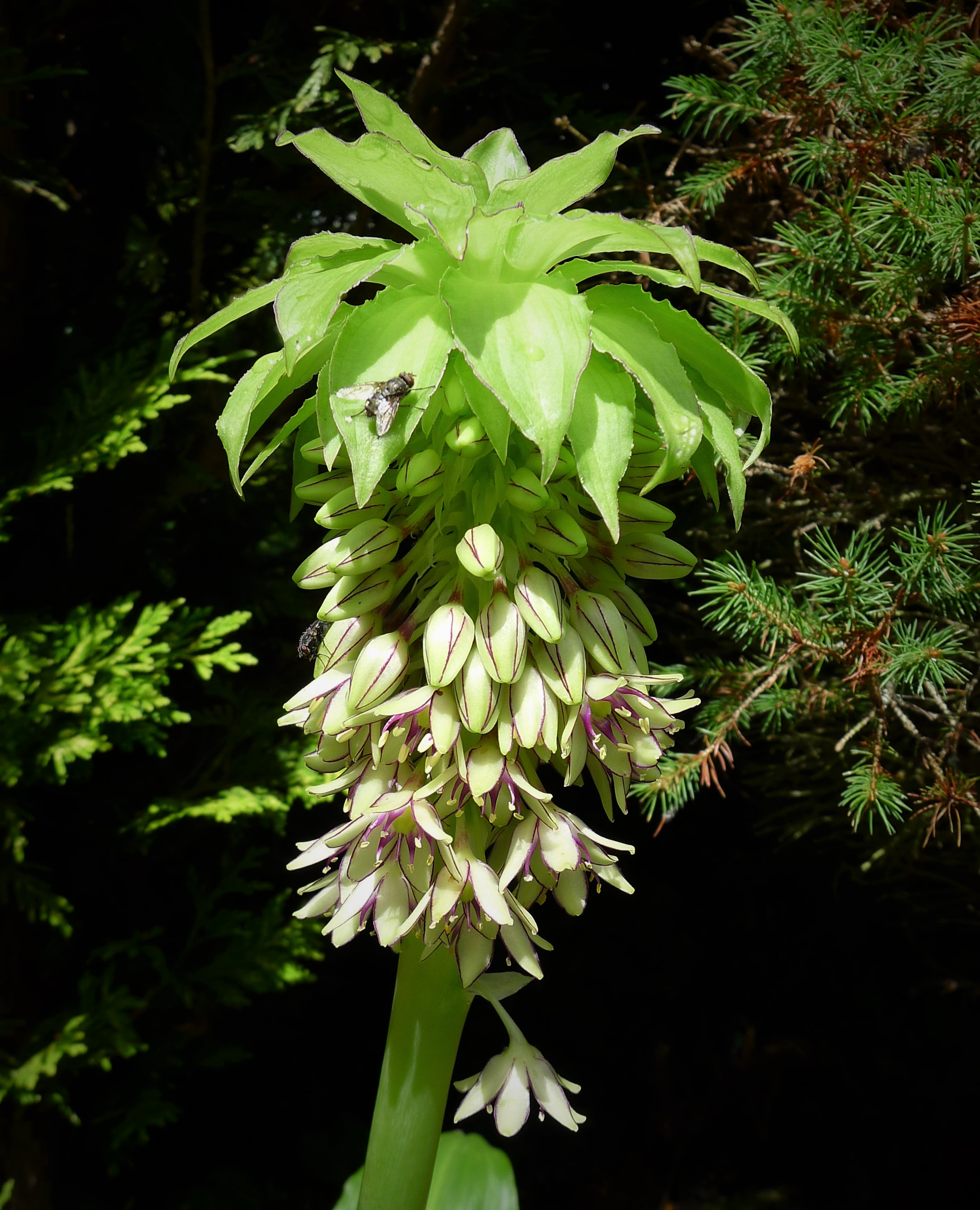
Eucomis bicolo
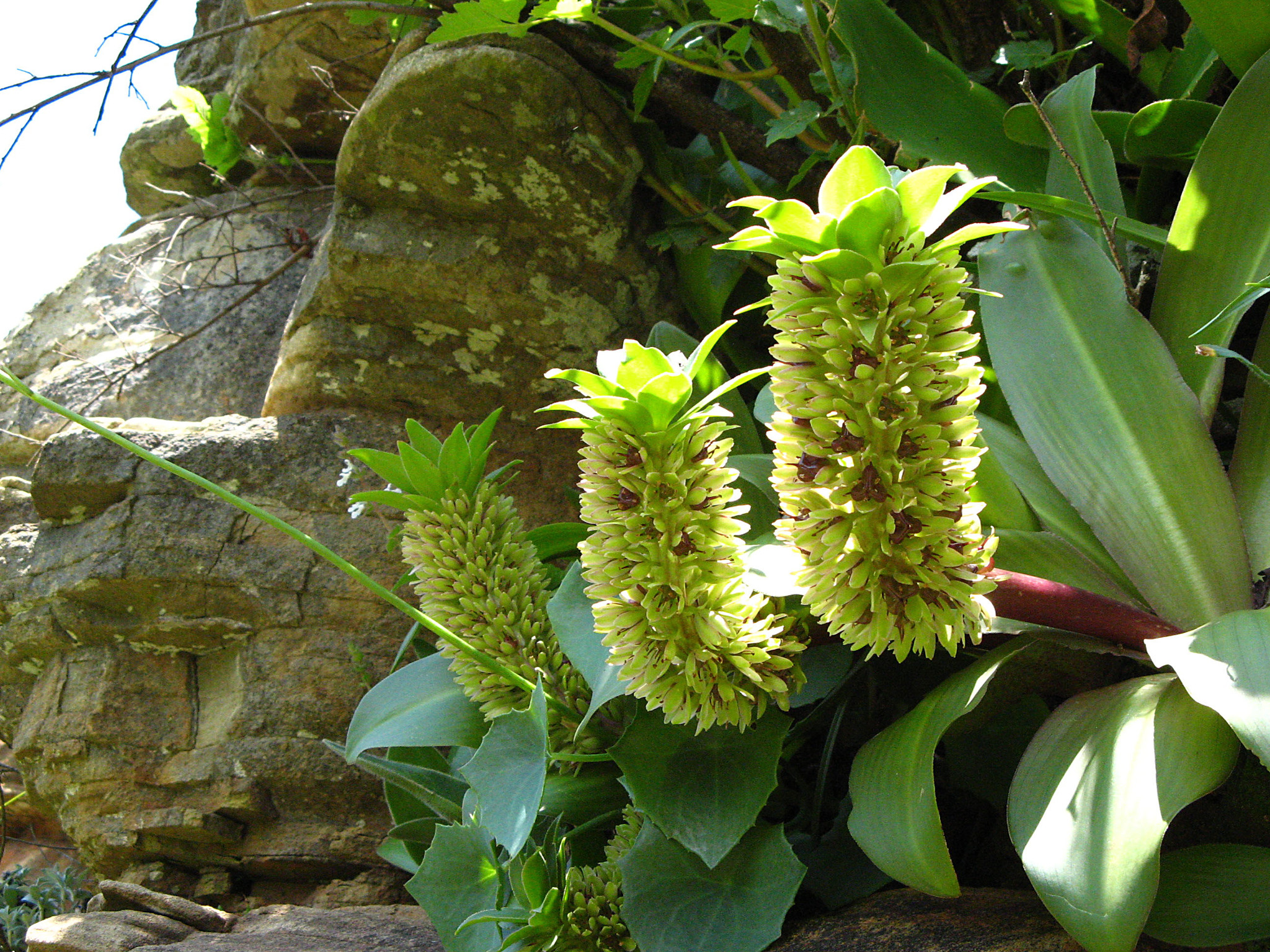
Eucomis humilis
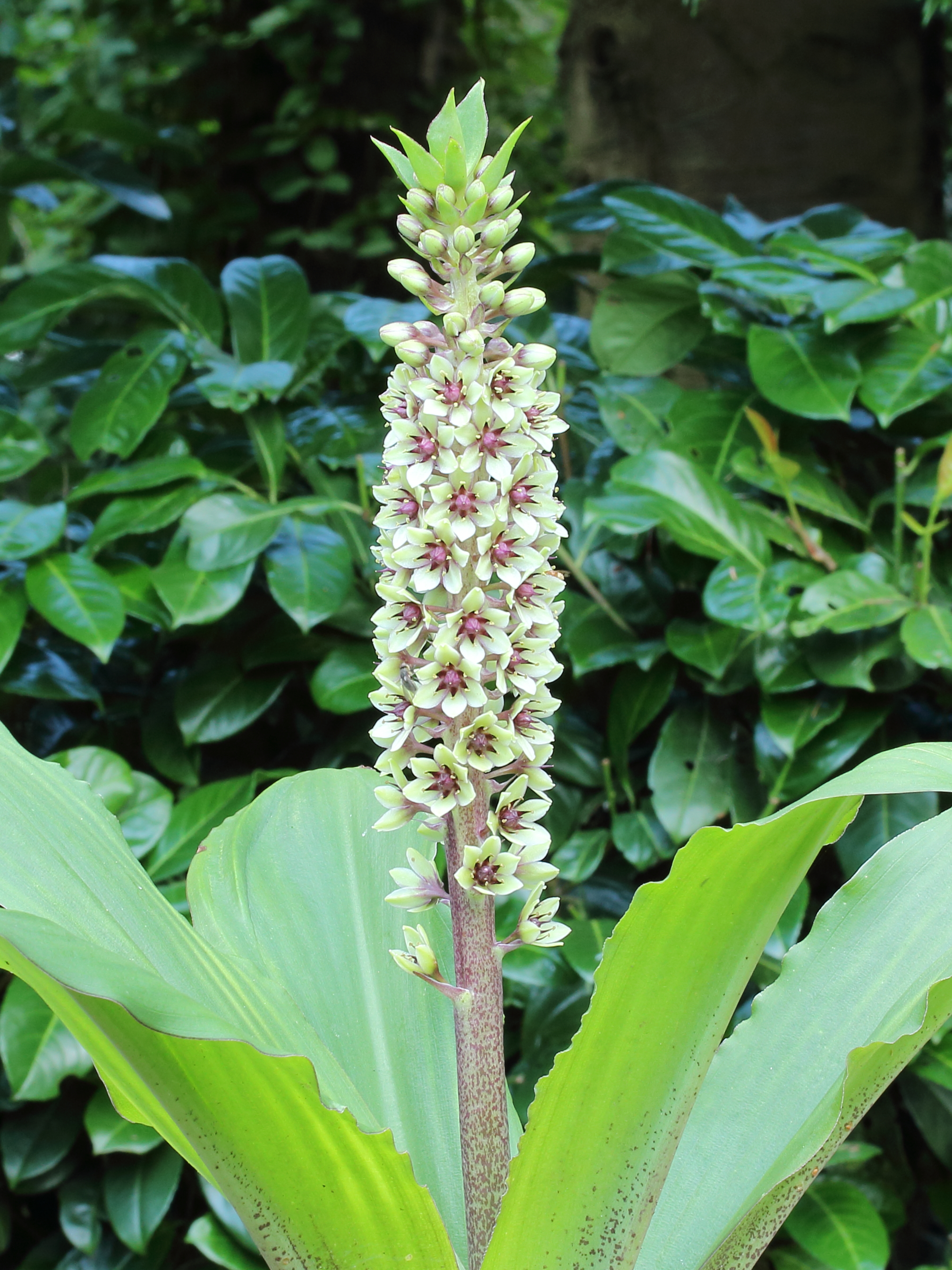
モンタナ種
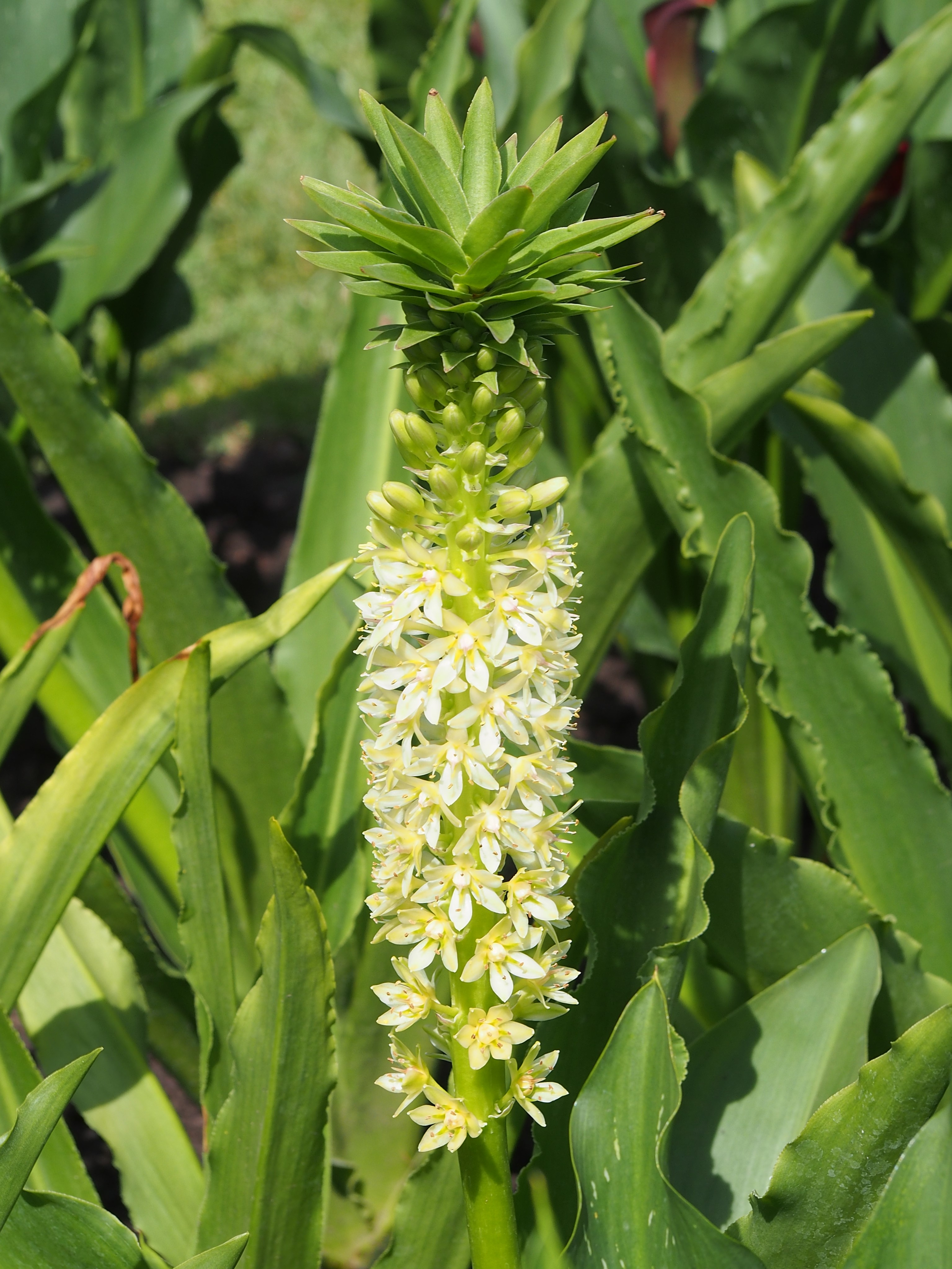
パリディフローラ種
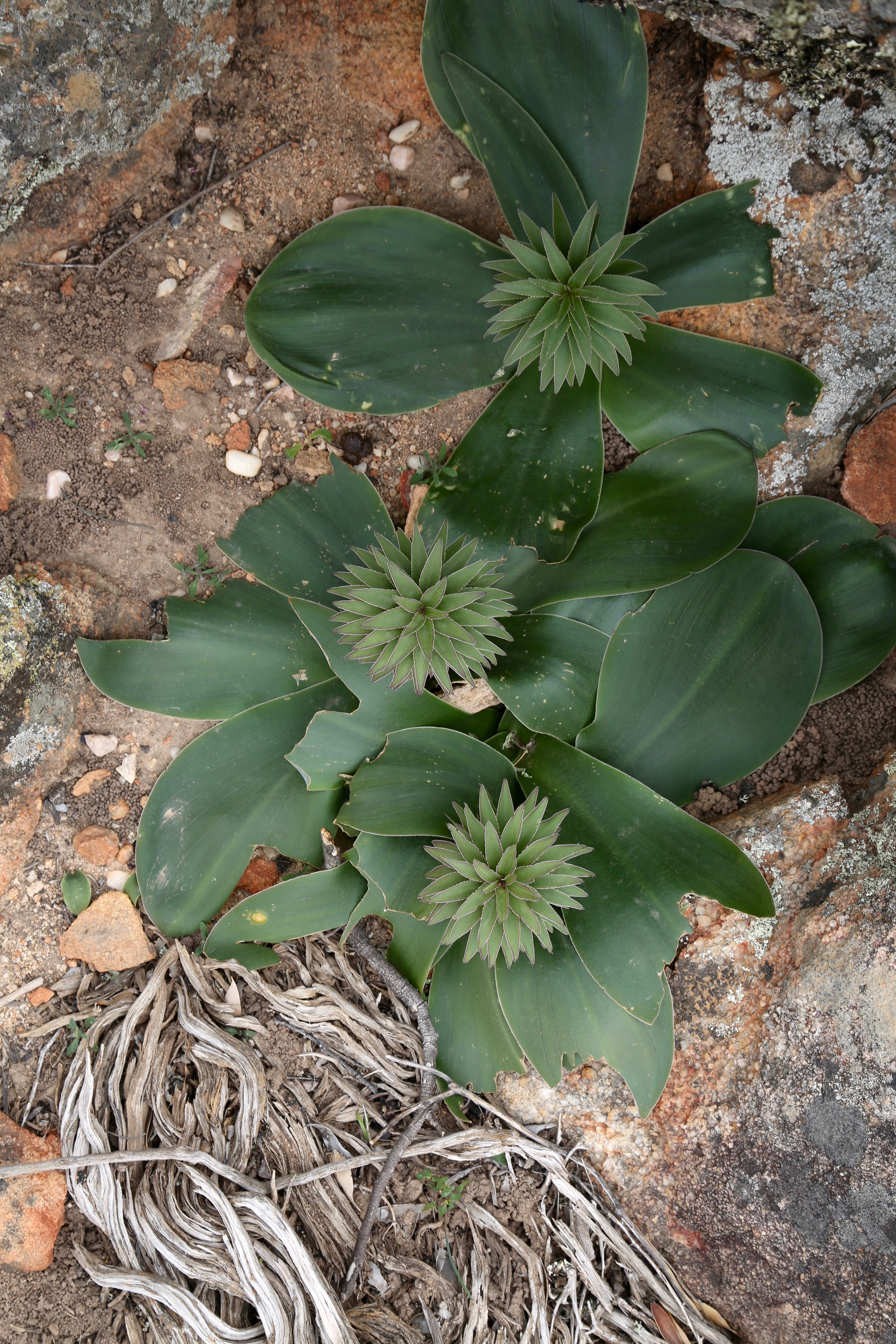
Eucomis regia
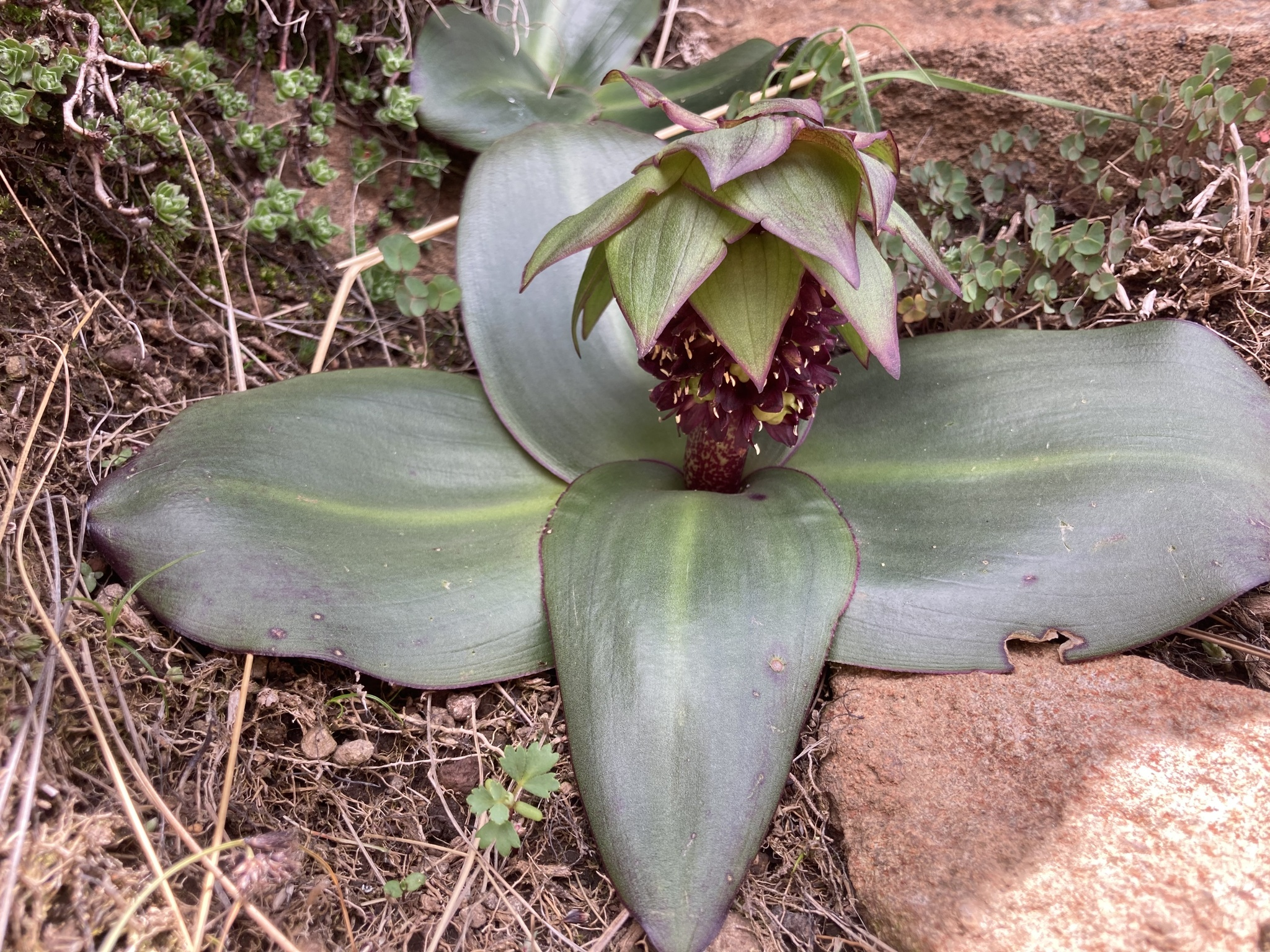
Eucomis schijffii
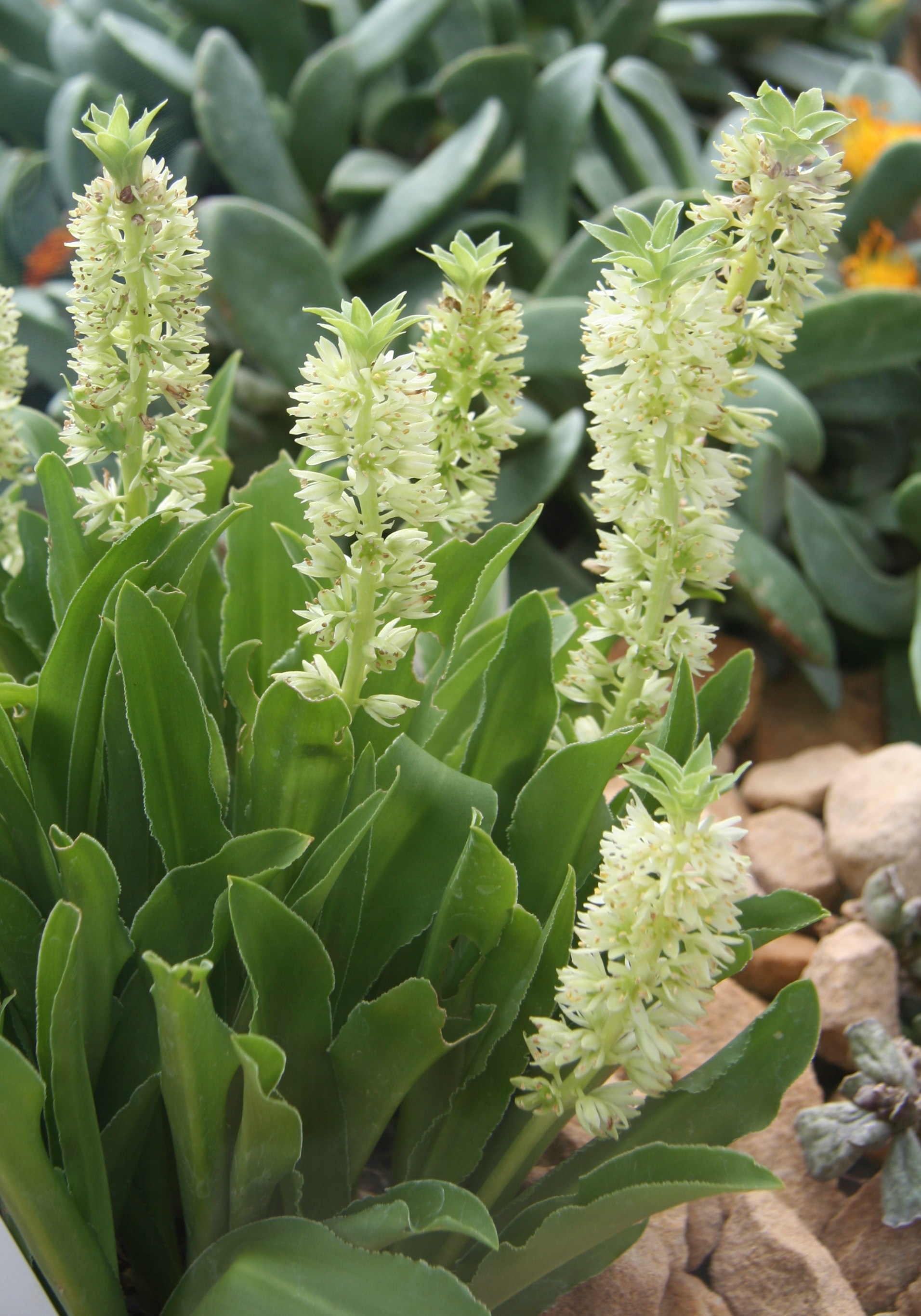
Eucomis zambesiaca